# London Borough of Havering
Der London Borough of Havering [ˈheɪvəɹɪŋ] ist ein Stadtbezirk von London. Er liegt im Osten der Stadt. Bei der Gründung der Verwaltungsregion Greater London im Jahr 1965 entstand er aus dem Municipal Borough of Romford und dem Hornchurch Urban District in der Grafschaft Essex.

## Stadtteile
- Ardleigh Green
- Chase Cross
- Collier Row
- Cranham
- Elm Park
- Emerson Park
- Gidea Park
- Harold Hill
- Harold Wood
- Havering-atte-Bower
- Hornchurch
- North Ockendon
- Rainham *
- Romford *
- Rush Green
- South Hornchurch
- Upminster *
- Wennington

* - Zu entsprechenden Stadtteilen gibt es noch keine eigenen Artikel, nur Weiterleitungen hierher.

## Bevölkerung
Die Bevölkerung setzte sich 2008 aus 90,5 % Weißen, 3,7 % Asiaten, 3,1 % Schwarzen und 0,6 % Chinesen zusammen. Havering ist somit der Stadtbezirk mit dem kleinsten Anteil an ethnischen Minderheiten.

## Sehenswürdigkeiten
- Bower House, Herrenhaus aus der ersten Hälfte des 18. Jahrhunderts, das unter Verwendung von Material des zerstörten Havering Palace erbaut wurde
- Hare Hall, Herrenhaus im Stil des Palladianismus, das seit 1921 die Royal Liberty School beherbergt
- Langtons House, herrschaftlicher Landsitz aus dem 18. Jahrhundert mit großem Park
- Rainham Hall, ein 1729 erbautes Wohnhaus im georgianischem Stil
- The Round House, georgianische Villa mit ovalem Grundriss vom Ende des 18. Jahrhunderts

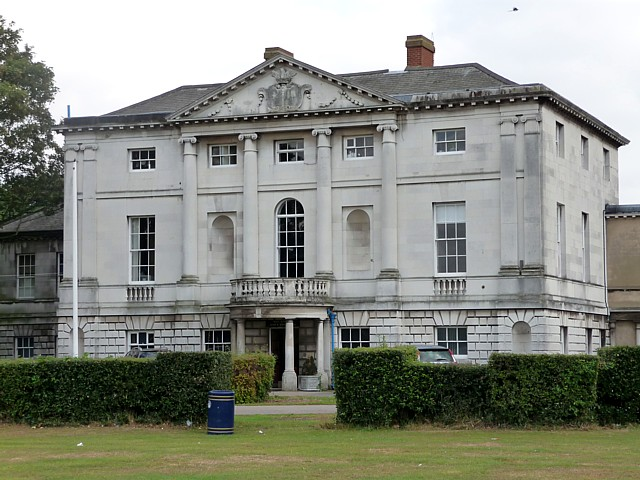
Hare Hall
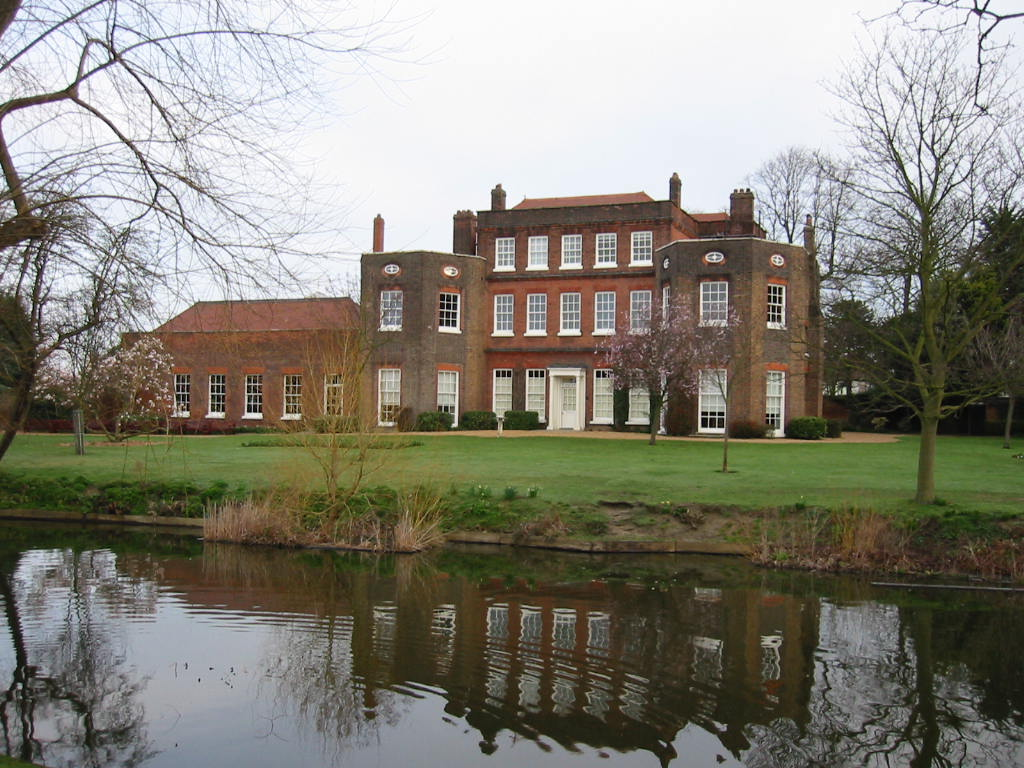
Langtons House

## Persönlichkeiten
- Tony Adams (* 1966), Fußballspieler
- Luciano Bacheta (* 1990), Automobilrennfahrer
- Dave Bedwell (1928–1999), Radrennfahrer
- Glen Berry (* 1978), Schauspieler
- Graham Bond (1937–1974), Jazz- und Blues-Musiker
- Hugh Christopher Budd (1937–2023), römisch-katholischer Bischof von Plymouth
- Ian Crook (* 1963), Fußballspieler und -trainer
- Nick Frost (* 1972), Schauspieler
- Johnny Herbert (* 1964), Formel-1-Rennfahrer
- Daniel Huttlestone (* 1999), Schauspieler und Sänger
- Mark King (* 1974), Snookerspieler
- Frank Lampard (* 1978), Fußballspieler
- Hannah Onslow (* 1998), Schauspielerin
- Ray Parlour (* 1973), Fußballspieler
- Ireen Sheer (* 1949), Sängerin
- Nicky Shorey (* 1981), Fußballspieler
- Stuart Taylor (* 1980), Fußballspieler
- Edward Upward (1903–2009), Schriftsteller
- Cliff Williams (* 1949), Rockbassist

## Städtepartnerschaften
- Ludwigshafen am Rhein (Deutschland)
- Hesdin (Frankreich)